# 픽서 (프로게이머)
픽서(본명: 정재우, 1995년 4월 12일 ~ )는 대한민국의 전직 리그 오브 레전드 프로게이머이다. 프로게임단 지도자로도 활동했다. 선수 시절 아이디는 Fixer이며 포지션은 서포터였다.

## 선수 시절
2013년 5월, IM의 2팀에 입단하면서 프로 커리어를 시작했다. 2013-2014 윈터 시즌 예선전에 출전했으며 팀의 본선 진출에 기여했다.
2015시즌을 앞두고 KT 롤스터에 입단했다. 스프링 시즌 팀의 주전 서포터로 자리매김했다. 서머 시즌에서는 피카부에게 주전 자리를 내주면서 서브 선수로 활동했다.
2016시즌을 앞두고 북미 리그의 피닉스1에 입단했다. 하지만 경기에 출전하지는 못했다. 2016년 11월, 팀에서 퇴단했다.
2017년 5월, 씨 서펜츠에 입단했다.

## 지도자 생활
2018년 6월, 일본 2부리그 팀인 보켄 블랙펜서의 감독으로 부임했다. 서머 시즌 팀의 우승에 기여했으나 승격에는 실패했다. 2018시즌 종료 후 팀에서 퇴단했다.
2019년 5월, EVOS e스포츠에 입단했다. 2019년 7월, 팀에서 퇴단했다.

## 소속팀
| # | 팀명                   | 소속 기간             | 소속 리그 | 비고 |
| - | ---------------------- | --------------------- | --------- | ---- |
| 1 | Incredible Miracle 2팀 | 2013.05~2014.11.17    | LCK       |      |
| 2 | KT 롤스터              | 2014.12.02~2015.12.01 | LCK       |      |
| 3 | 피닉스1                | 2016.07.07~2016.11.28 | LCS       |      |
| 4 | 씨 서펜츠              | 2017.05.23~2017.12.01 | SEA Tour  |      |

### 지도자
| # | 팀명          | 직책 | 소속 기간             | 소속 리그 | 비고 |
| - | ------------- | ---- | --------------------- | --------- | ---- |
| 1 | 보켄 블랙펜서 | 감독 | 2018.06.25~2018.09.30 | LJLCS     |      |
| 2 | EVOS e스포츠  | 코치 | 2019.05.31~2019.07.22 | VCS       |      |

## 수상 내역

### 지도자
- 리그 오브 레전드 재팬 리그 챌린저 시리즈 서머 2018 우승